# Regelzug
Als Regelzug wird ein Zug bezeichnet, der nach einem im Voraus festgelegten Fahrplan täglich oder an bestimmten Tagen verkehrt. Dies sind Züge nach den im Jahresfahrplan (bei der ÖBB im Bildfahrplan) enthaltenen Regel-Fahrplantrassen. Bedarfszüge fallen jedoch nicht hierunter. Nicht reguläre Züge werden Extrazüge (Schweiz) bzw. Sonderzüge und Entlastungszüge (Deutschland) genannt.
Ein Regelzug unterliegt bei eigenwirtschaftlichen Verkehren den Bestimmungen des Verkehrsunternehmens und bei gemeinwirtschaftlichen Verkehren den Bestimmungen des Verkehrsträgers. Er kann mit regulären Fahrkarten genutzt werden.